# 克羅埃西亞語維基百科
克罗地亚語維基百科是维基百科協作計劃的克罗地亚語版本，由非營利組織──維基媒體基金會維持負責。目前為各語言維基百科計劃中，規模排名第32（依條目量計算）的維基百科。計劃開始於2001年，至2013年3月為止已有超過130,490個條目。自2013年以来，克罗地亚語维基百科受到了国际媒体的关注，因为它否定以及淡化烏斯塔沙政权所犯罪行並宣传法西斯主义世界观、对克罗地亚塞爾維亞人的偏见以及反男女同性恋的觀點。2021年3月，有些克羅埃西亞語維基百科的管理員被除權，其中一些人的名字被公布在克罗地亚媒体上。其中一人是某极右翼门户网站的编辑。

## 外部連結
- 克罗地亚語維基百科 （页面存档备份，存于）